# Капрі (штани)

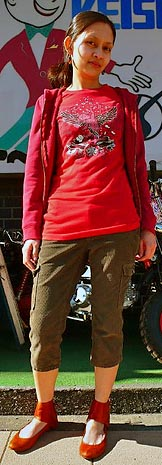
Жінка в капрі

Капрі (італ. pantalone alla Capri) — короткі штани, довжиною приблизно до середини гомілки. Носяться переважно жінками. Сучасні жіночі капрі вперше з'явилися наприкінці 1940-х років на італійському острові Капрі. Вважається, що винахідником коротких жіночих штанів була  німецький дизайнер Соня де Леннарт, яка мешкала тоді на острові. Її ідеї згодом підхопили інші дизайнери. Капрі вважалися модними в 1950-х і 1960-х роках. Знову набули популярності на початку XXI століття.